# Saint-Sylvain-d'Anjou

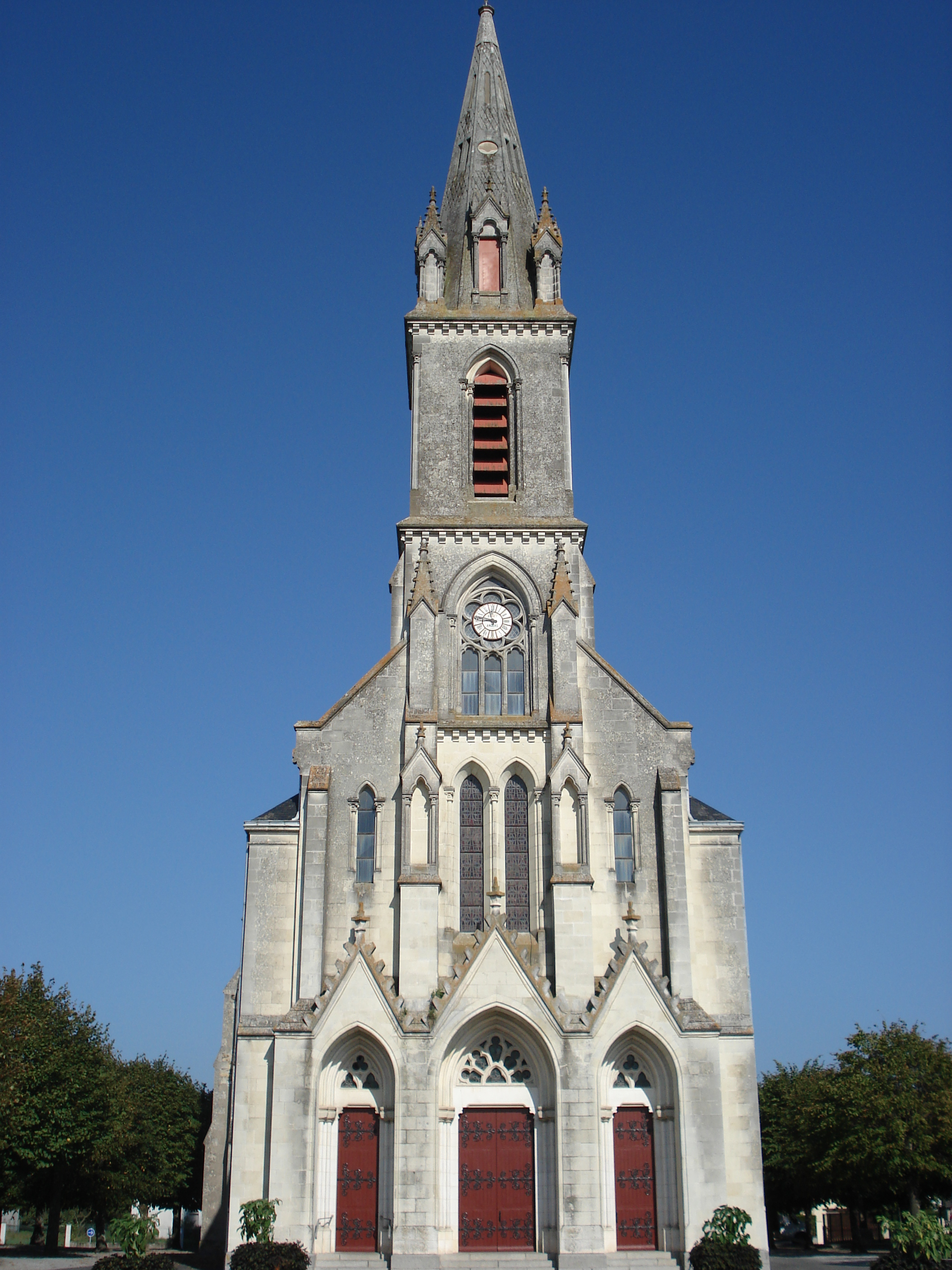
Eglise de Saint-Sylvain d'Anjou

Saint-Sylvain-d'Anjou là một xã thuộc tỉnh Maine-et-Loire trong vùng Pays de la Loire phía tây nước Pháp. Xã này nằm ở khu vực có độ cao trung bình 36 mét trên mực nước biển.

## Tham khảo

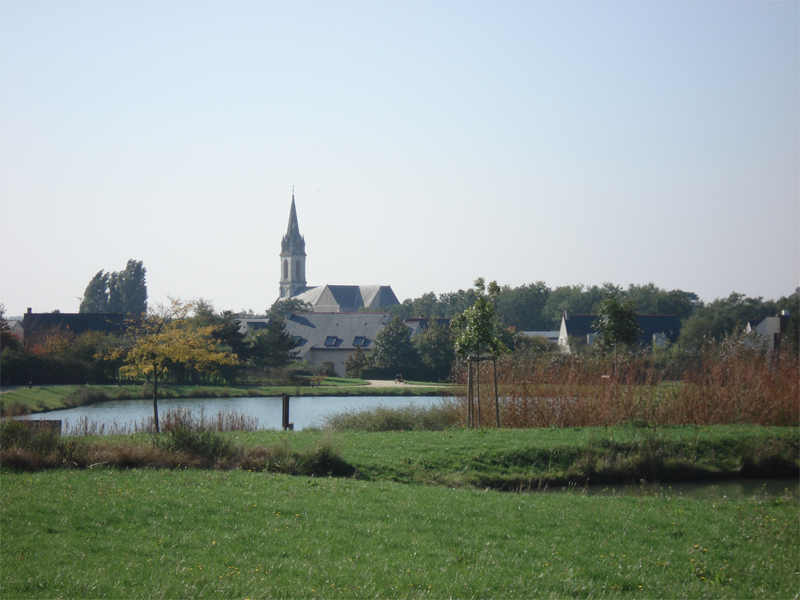